# مالكوم بول
مالكوم بول (بالإنجليزية: Malcolm Poole)‏ هو لاعب هوكي الحقل أسترالي، ولد في 6 نوفمبر 1949.

## وصلات خارجية
- مالكوم بول على موقع أوليمبيديا (الإنجليزية)
- مالكوم بول على موقع اللجنة الأولمبية الأسترالية (الإنجليزية)